# Ellen Preisová
Ellen Preisová provdaná Ellen Müllerová (6. května 1912 Charlottenburg, Německo – 18. listopadu 2007 Vídeň, Rakousko) byla rakouská sportovní šermířka, která se specializovala na šerm fleretem.
Rakousko reprezentovala ve třicátých, čtyřicátých a padesátých letech. Na olympijských hrách startovala v roce 1932, 1936, 1948, 1952 a 1956 v soutěži jednotlivkyň. Na olympijských hrách získala zlatou (1932) a bronzovou (1936) olympijskou medaili. V roce 1947, 1949 a 1950 získala titul mistryně světa v soutěži jednotlivkyň. S rakouským družstvem fleretistek vybojovala v roce 1957 třetí místo na mistrovství světa.